# بوجا غوبتا (ممثلة)
بوجا غوبتا (بالإنجليزية: Puja Gupta)‏ هي ممثلة هندية، ولدت في 26 مايو 1982 في نيودلهي في الهند.

## وصلات خارجية
- بوجا غوبتا على موقع IMDb (الإنجليزية)
- بوجا غوبتا على موقع قاعدة بيانات الفيلم (الإنجليزية)